# Салани, Люси
Люси Салани (12 августа 1924, Фоссано, Королевство Италия — 21 марта 2023, Болонья, «трансбабушка Италии») — итальянская активистка и единственная известная итальянская трансгендерная персона, пережившая нацистские концлагеря.
Родившаяся в Фоссано и выросшая в Болонье, Салани считалась гомосексуалистом до того, как в более позднем возрасте перенесла операцию по коррекции пола. Будучи антифашисткой, она дезертировала как из фашистской итальянской, так и из нацистской немецкой армии во время Второй мировой войны, прежде чем была поймана и депортирована в концлагерь Дахау в 1944 году, где оставалась до освобождения лагеря американскими войсками в апреле 1945 года. После освобождения и окончания войны Салани жила в Риме, Турине и Париже, прежде чем прооперироваться в Лондоне. Затем она в 1980-х годах вернулась в Болонью и провела в городе остаток жизни.
История жизни Салани привлекла внимание общественности в 2010-х годах, когда писательница и режиссёр Габриэлла Романо написала её биографию и сняла документальный фильм по ней.

## Биография

### Ранний период жизни
Люси Салани родилась под именем Лучано Салани в Фоссано, Пьемонт, в 1924 году. Затем она переехала в Болонью со своей семьей, происходившей из Эмилии-Романьи, которая привила ей антифашистские ценности. В детстве Салани подверглась сексуализированному насилию со стороны священника-педофила.
Всю сознательную жизнь Люси переживала гендерную дисфорию. Подросшая Салани была отвергнута отцом и братьями из-за её гомосексуализма, и ей пришлось скрывать свои отношения с мужчинами, чтобы избежать преследований со стороны фашистского режима.

### Вторая мировая война и депортация в Дахау
В августе 1943 года, во время Второй мировой войны, Салани призвали в итальянскую армию, так как военная служба стала обязательной для всех молодых людей. Каминг-аут как в качестве трансгендерной женщины, так и в качестве гомосексуалиста не помог избежать призыва. После неудавшейся попытки дезертирства её отправили служить в Кормонс, Фриули-Венеция-Джулия. Однако ей удалось дезертировать из армии вскоре после Кассибильского перемирия, вернувшись в Болонью и воссоединившись с родителями, бежавшими в Мирандолу. Однако, опасаясь подвергнуть свою семью опасности, Салани сдалась, будучи впоследствии вынужденной вступить в части вермахта в Сувиане, где была назначена в противовоздушную оборону. Однако она снова успешно дезертировала; после того, как она бросилась в ледяную воду и в результате заболела пневмонией, ей удалось сбежать из болонской больницы, в которую её доставили.
Последующие месяцы Салани провела в городе в качестве проститутки, имея в качестве клиентов даже несколько немецких офицеров. Однако во время встречи с одним из них в гостинице в здание ворвалась полиция и арестовала её, узнав о дезертирстве. Впоследствии она была заперта в подвале фермерского дома недалеко от Падуи, откуда ей удалось сбежать благодаря сломанному замку, но снова попалась в Мирандоле. Она находилась в заключении в Болонье и Модене, а затем была доставлена в Верону, где располагался трибунал вермахта, так как против неё было возбуждено уголовное дело. Хотя изначально Салани была приговорена к смертной казни, но при апелляции она убедила немецкого генерала Альберта Кессельринга помиловать её, и вместо казни её отправили в немецкий трудовой лагерь в Бернау. Ей также удалось бежать из лагеря вместе с другим заключённым, который, однако, при побеге был убит немецкими офицерами. Доехав на поезде до границы между Австрией и Италией, Салани снова попалась.
В результате Салани депортировали в концлагерь Дахау, где она была отмечена красным треугольником, предназначенным для политзаключённых и дезертиров. Несмотря на то, что нацистские офицеры в лагере неоднократно подвергали её пыткам (брили наголо, обмазывали дёгтем, направляли на работу с телами для кремирования), она выжила в течение шести месяцев, пока лагерь не был в конце концов освобождён американскими войсками в апреле 1945 года; в то время ей было 20 лет. В день освобождения она пережила массовый расстрел, совершённый нацистами, — она была ранена в колено и упала среди трупов других заключённых, прежде чем американские солдаты в конце концов нашли её живой. По данным итальянской организации по защите прав трансгендеров Movimento Identità Trans, Салани была единственной трансгендерной персоной в стране, пережившей заключение и пытки в нацистских концентрационных лагерях.

### Жизнь после Второй мировой войны и переходный период
После освобождения и окончания Второй мировой войны Салани работала обойщиком и жила в Риме и Турине. Она также много путешествовала в составе группы кабаре, выступая с комедийными скетчами, и часто посещала Париж, общаясь с местным трансгендерным сообществом. В 1970-х в Турине взяла на воспитание девочку по имени Патриция.
В середине 1980-х Салани переехала в Лондон, где перенесла операцию по коррекции пола. Однако она решила не менять своё паспортное имя, заявив, что оно было для неё священно, поскольку было дано ей её родителями, и спросив, почему женщину нельзя назвать «Лучано».

### Поздняя жизнь и общественное признание
Салани вернулась в Болонью в 1980-х годах, чтобы заботиться о своих родителях, и в конце концов провела остаток своей жизни в городе. Она была активной антифашисткой и защитницей прав ЛГБТ.
Её история впервые привлекла внимание общественности в 2009 году, когда писательница и режиссёр Габриэлла Романо написала её биографию под названием Il mio nome è Lucy. L’Italia del XX secolo nei ricordi di una transessuale («Меня зовут Люси. Италия XX века в воспоминаниях трансперсоны»). В 2011 году Романо также сняла документальный фильм о ней под названием «Essere Lucy».
В 2014 году Салани дала интервью режиссёру Джанни Амелио в рамках его документального фильма Felice chi è diverso («Счастливы быть другими»). В январе 2018 года её пригласили принять участие в демонстрации, организованной ЛГБТ-ассоциациями Arcigay и Arcilesbica по случаю Международного дня памяти жертв Холокоста. Там она сказала: «Забыть и простить невозможно. Иногда по ночам мне все ещё снятся самые ужасные вещи, которые я видела, и я чувствую, что я все ещё [в ловушке] там, и поэтому я хочу, чтобы люди знали, что произошло в концентрационных лагерях, чтобы это не повторилось»..
В январе 2018 года несколько газет, в том числе швейцарская Le Matin, французский журнал Têtu и итальянская Corriere della Sera сообщили, что Салани жила в бедности и была отвергнута многими местными хосписами. Ей помогали волонтёры Movimento Identità Trans.
В ноябре 2019 года президент Arcigay Rome Франческо Анджели обратился к президенту Италии Серджо Маттарелле с просьбой назначить Салани пожизненным сенатором.
В 2021 году вышел новый документальный фильм режиссёров Маттео Ботруньо и Даниэле Колуччини о Салани под названием C'è un soffio di vita soltanto («Дыхание жизни»). Документальный фильм, название которого было взято из последнего стиха стихотворения, написанного самой Салани, описывает её повседневную жизнь в Болонье и её возвращение в Дахау, куда она была приглашена на 75-летие освобождения из концлагеря.
Летом 2022 года она была отмечена городским советом Болоньи за свою деятельность.
Салани умерла в ночь с 21 на 22 марта 2023 года в возрасте 98 лет.

## Фильмография
- Essere Lucy (2011)
- Felice chi è diverso (2014)
- C'è un soffio di vita soltanto (2021)